# Никодим Попов
Никодим Андонов Попов е български политик.

## Биография
Роден е на 9 април 1911 г. в село Комощица, Ломско. От 1932 г. става член на БЗНС. В периода 1936-1946 г. учи право в Софийския университет и адвокатства в Лом. Между 1945 и 1947 г. е член на Българския земеделски народен съюз – Никола Петков, за което през 1946 г. е репресиран. През 1947 г. е осъден на 5 години затвор, които излежава в Ломския, Софийския и Плевенския затвор. В периода 1952 – 1982 г. се препитава като строителен работник. През 1990 г. е избран за заместник-председател на VII ВНС. От 1990 до 1992 г. е организационен секретар на БЗНС „Никола Петков“.